# Polonia Bytom (pływanie)

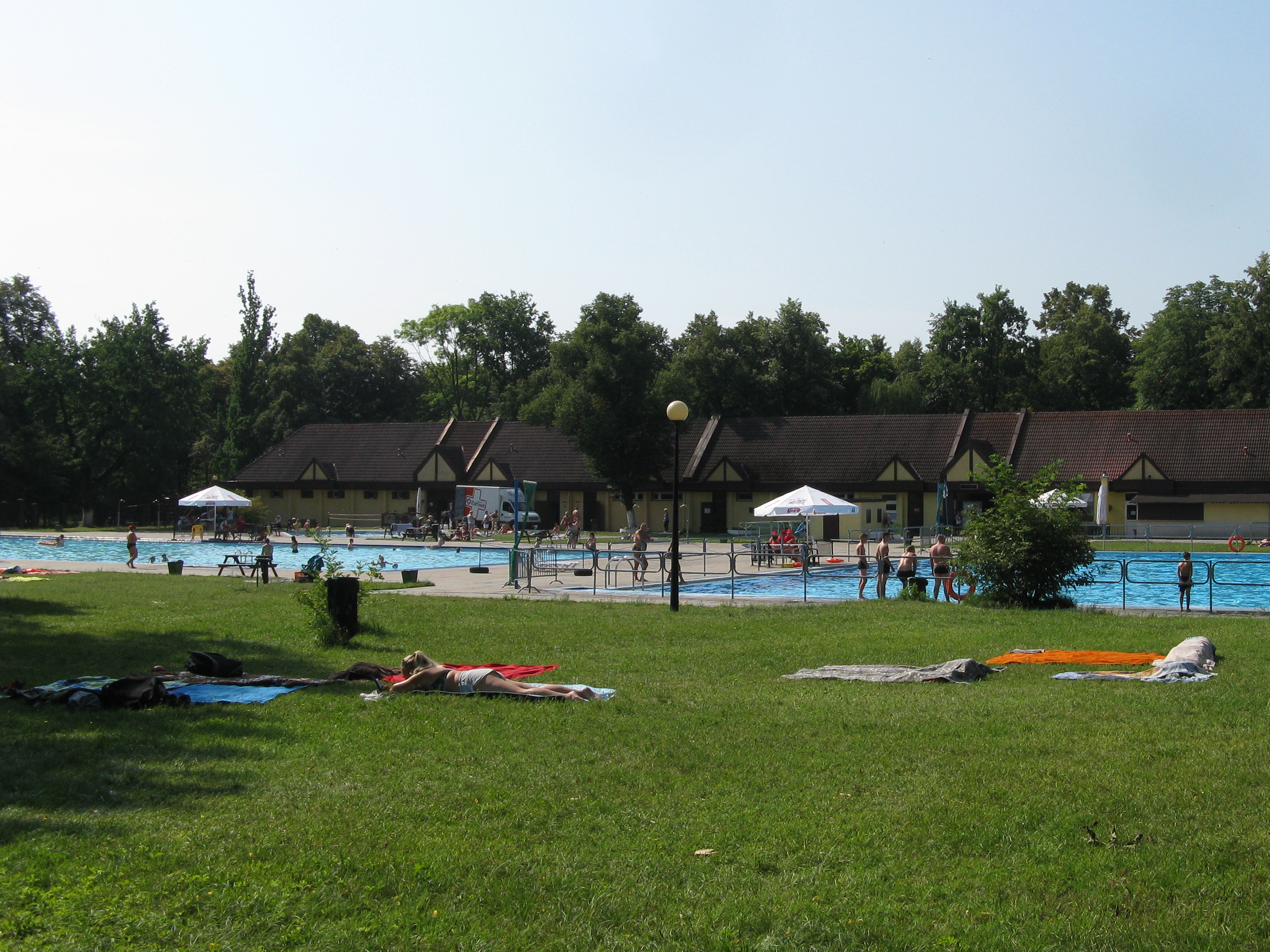
Baseny odkryte w parku miejskim im. Franciszka Kachla w Bytomiu, dawne kąpielisko KS Polonia (2018)

Polonia Bytom (pływanie) – nieistniejąca sekcja klubu sportowego Polonia Bytom.

## Historia i rola sekcji
Sekcja powstała w 1945 r., jej zawodnicy zdobyli w mistrzostwach Polski ogółem 99 tytułów.
W 1949 r. na krytym basenie Polonia Bytom zdobyła drużynowe mistrzostwo Polski.
W 1950 wybudowano w parku miejskim 50-metrowy otwarty basen.

## Indywidualni mistrzowie Polski w pływaniu
Gotfryd Gremlowski (36x), Karol Komola (12x), Jan Zimny (11x), Halina Dzik (8x), Jerzy Gadzikiewicz (8x), Jan Widawski (6x), Piotr Zymer (6x), Ewald Bastek (6x), Katarzyna Gadzikiewicz (5x) oraz Urszula Gryszczyk-Kretek, Alicja Jóźków, Renata Gryszczyk, W.Niedziela, Halina Sitko, M.Wójcicka, Feliks Czubak, Zbigniew Papees, Lucjan Prządo, Jan Zymny, Szmatlochowna, bracia Jonca i inni.

## Działacze i trenerzy
J.Łagdan, H.Szefer, K.Weissberg (działacze), J.Gadzikiewicz, Z.Papees (trenerzy).
Koniecznie należy wspomnieć o niezapomnianym trenerze, Jerzy Krolik. Wszystkie wybitne sukcesy wyżej wymienione sportowcy w pływaniu i w piłce wodnej osiągnęli w czasach jego działania.